# Peniarth 20

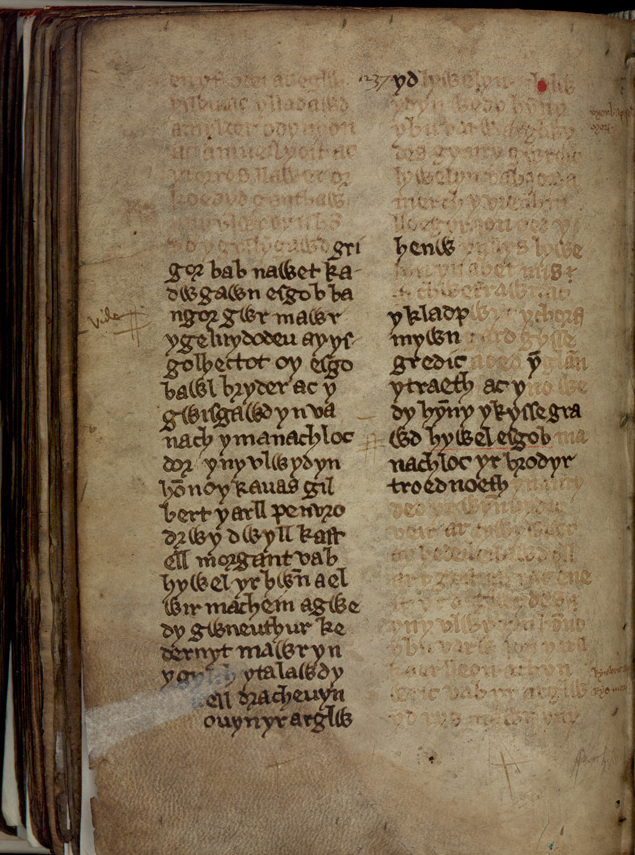
Ms. Peniarth 20, foli 260v. (c.1330). Aquest manuscrit és la còpia més antiga que es coneix de Brut y Tywysogion, una traducció al gal·lès d'una obra llatina perduda, la Cronica Principium Wallie.

Peniarth 20 és un antic manuscrit gal·lès escrit en pergamí que forma part de la col·lecció Peniarth de la Biblioteca Nacional de Gal·les. També és conegut amb el nom de Chronicle of the Princes (Crònica dels Prínceps), perquè conté una versió important de la crònica Brut y Tywysogion. Daniel Huws, un estudiós dels manuscrits gal·lesos, va afirmar que la major part del manuscrit Peniarth 20 data de principis del segle xiv i que es va escriure probablement al voltant de l'any 1330. John Gwenogvryn Evans havia fixat la data en el segle xv.
El manuscrit Peniarth 20 conté quatre textos: la còpia més antiga coneguda de Brut y Tywysogion; prosa religiosa medieval sota el títol de Y Bibl Ynghymraec; el poema Kyvoesi Myrddin a Gwenddydd (La profecia de Myrddin i Gwenddydd), un diàleg entre Merlin i la seva germana Gwenddydd; i un text de gramàtica barda que sintetitza les instruccions que rebien els alumnes durant la seva preparació per a ser poetes professionals. La versió de Brut y Tywysogion de Peniarth 20 també apareix al Llibre negre de Basingwerk.